# Aerodinamički potisak (lift)
Lift, aerodinamički uzgon, je komponenta ukupnih sila koja se stvara zbog razlike tlakova pri strujanju fluida oko krutog tijela. Djeluje u centru tlaka (Center of presure) i okomita je na smjer strujanja fluida.
Kada tijelo naiđe na fluid, koji može mijenjati svoj oblik, prema trećem Newtonom zakonu akcije i reakcije javljaju se komponente sile a jedna od njih je i aerodinamički uzgon (lift). Fluid koji u svakoj točki dodiruje kruto tijelo stvara tlak zbog kojeg se pojavljuju sile po površinama. Fluidu u gibanju se može definirati smjer strujanja, a isto tako i strujnice oko profila duž kojih se može postaviti Bernoullijevu jednadžbu. Bernoullijevom jednadžbom, uz poznati iznos brzine fluida (brzinu je moguće odrediti pomoću jednadžbe kontinuiteta) određujemo iznos tlaka. Porastom brzine uz profil dolazi do pada tlaka i zbog te razlike tlakova nastaje sila uzgona.
Aerodinamički uzgon je mehanička sila, nastaje međudjelovanjem krutog tijela i fluida (tekućine ili plina). Nije generirana nekim poljem sila (npr. gravitacijsko polje ili elektromagnetsko polje) koje može generirati silu već je potreban direktan dodir između krutog tijela i fluida.
Lift nastaje razlikom brzina između fluida i krutog tijela, bez razlike u brzinama nema aerodinamičkog uzgona. Za nastajanje aerodinamičkog uzgona nije važno je li se giba fluid ili kruto tijelo ili su oba u gibanju.